# Джонс (округ, Північна Кароліна)
Шаблон:StateAbbr_ 35°01′ пн. ш. 77°22′ зх. д. / 35.01° пн. ш. 77.37° зх. д.
Округ  Джонс (англ. Jones County) — округ (графство) у штаті  Північна Кароліна, США. Ідентифікатор округу 37103.

## Історія
Округ утворений 1779 року.

## Демографія
За даними перепису 
2000 року 
загальне населення округу становило 10381 осіб, усе сільське.
Серед мешканців округу чоловіків було 5001, а жінок — 5380. В окрузі було 4061 домогосподарство, 2938 родин, які мешкали в 4679 будинках.
Середній розмір родини становив 2,99.
Віковий розподіл населення поданий у таблиці:
| Стать    | До 15 років | 15-21 | 22-29 | 30-39 | 40-49 | 50-65 | 65-85 | Понад 85 |
| -------- | ----------- | ----- | ----- | ----- | ----- | ----- | ----- | -------- |
| Чоловіки | 1098        | 467   | 448   | 687   | 779   | 870   | 612   | 40       |
| Жінки    | 1111        | 411   | 372   | 764   | 830   | 941   | 821   | 130      |

## Суміжні округи
- Крейвен — північний схід
- Картерет — південний схід
- Онслов — південь
- Даплін — захід
- Ленуар — північний захід

## Виноски
1. ↑  U.S. Decennial Census. United States Census Bureau. Архів оригіналу за 26 квітня 2015. Процитовано 17 січня 2015.
2. ↑  Historical Census Browser. University of Virginia Library. Архів оригіналу за 11 серпня 2012. Процитовано 17 січня 2015.
3. ↑  Forstall, Richard L., ред. (27 березня 1995). Population of Counties by Decennial Census: 1900 to 1990. United States Census Bureau. Архів оригіналу за 3 березня 2015. Процитовано 17 січня 2015.
4. ↑  Census 2000 PHC-T-4. Ranking Tables for Counties: 1990 and 2000 (PDF). United States Census Bureau. 2 квітня 2001. Архів оригіналу (PDF) за 18 грудня 2014. Процитовано 17 січня 2015.
5. ↑  State & County QuickFacts. United States Census Bureau. Архів оригіналу за 7 червня 2011. Процитовано 21 жовтня 2013.(англ.) Наведено за англійською вікіпедією.
6. ↑  American FactFinder. Бюро перепису населення США. Архів оригіналу за 21 травня 2008. Процитовано 31 січня 2008.

| США | Це незавершена стаття з географії США. Ви можете допомогти проєкту, виправивши або дописавши її. |